# Det är nu!
Det är nu!, Det är nu vi spränger gränserna, är en fotbollslåt som var kampsång för Sveriges damlandslag i fotboll vid VM 1995 i Sverige. Marianne Flynner, Susanne Alfvengren och Åsa Jinder skrev sången , som handlar om självförtroende. De turnerade i mitten av 1995, och singeln spelades flitigt i radio .

## Låtlista
1. Det är nu!
2. Det är nu! (instrumental version)

### Fotnoter
1. ↑  Information i Svensk mediedatabas.
2. ↑  Trallsång i Piteå 2007 - Allsångskonsert 17/3